# 纳耶加尔
纳耶加尔（Nayagarh），是印度奥里萨邦Nayagarh县的一个城镇。总人口14311（2001年）。

## 人口
该地2001年总人口14311人，其中男性7725人，女性6586人；0—6岁人口1349人，其中男727人，女622人；识字率84.12%，其中男性为86.68%，女性为81.11%。